# سهیل المنصوری
سهیل المنصوری (انگلیسی: Suhail Al-Mansoori؛ زادهٔ ۱۹ مهٔ ۱۹۹۳) بازیکن فوتبال اهل امارات متحده عربی است.